# Schmalegger und Rinkenburger Tobel (Naturschutzgebiet)
Schmalegger und Rinkenburger Tobel ist ein mit Verordnung vom 7. Januar 1997 vom Regierungspräsidium Tübingen ausgewiesenes Naturschutzgebiet im westlichen Landkreis Ravensburg in Baden-Württemberg.

## Lage und Beschreibung
Das 232 Hektar große Naturschutzgebiet Schmalegger und Rinkenburger Tobel gehört zum Naturraum Oberschwäbisches Hügelland. Es liegt östlich von Horgenzell und nördlich des Ravensburger Ortsteils Schmalegg. Ein kleinerer Gebietsteil gehört zudem zur Gemeinde Berg. Der tiefste Punkt liegt im Osten auf einer Höhe von rund 491 m ü. NN. Der höchste Punkt liegt im Westen beim Locherhof auf ca. 650 m ü. NN.
Das Schutzgebiet umfasst einige Tobel des Schmalegger Tobelsystems, darunter der Schmalegger Tobel, der Ringgenburger Tobel, der Gehrentobel, der Glastobel und der Steigtobel. Die Täler werden über die Ettishofer Ach nach Osten zur Schussen entwässert.
Durch eine Forststraße von Schmalegg nach Schwarzhäusle wird das Gebiet in zwei Teilgebiete geteilt.
Das Schutzgebiet ist zum überwiegenden Teil bewaldet. Lediglich um die Buttenmühle und das Gehöft Schmucker sind größere offene Flächen zu finden. Landschaftsprägend sind im Wesentlichen die tief in die Obere Süßwassermolasse eingeschnittenen Tobel.

## Schutzzweck
Wesentlicher Schutzzweck ist laut Schutzgebietsverordnung „die Erhaltung und weitere naturnahe Entwicklung des naturnahen Tobelsystems als Beispiel eines für den Naturraum typischen, gut ausgebildeten Tobelgebietes und Gesamtökosystems von europäischer Bedeutung mit naturnahen Schlucht‑ und Hangmischwäldern, Kalktuff‑Quellen und einem Netz naturnaher Fließgewässer mit natürlicher Dynamik, die von naturnahen Eschen-Erlenwäldern begleitet werden, [als] Lebens‑ und Rückzugsraum einer artenreichen, gefährdeten Tier‑ und Pflanzenwelt, insbesondere der naturnahen Wälder, Quellbereiche und Fließgewässer,[als] Beispiel einer geomorphologischen Erscheinungsform (Tobel) mit einer aktuellen Entwicklungsdynamik [sowie als] Landschaftsteil von besonderer landschaftlicher Schönheit.“

## Zusammenhängende Schutzgebiete
Das Gebiet wird umgeben vom Landschaftsschutzgebiet Schmalegger und Rinkenburger Tobel und ist Bestandteil des FFH-Gebiets Schussenbecken mit Tobelwäldern südlich Blitzenreute. Teile des Naturschutzgebiets sind zudem auch als Bannwald Schmalegger Tobel ausgewiesen. Der Wasserfall des Buttenmühlebachs ist ein Naturdenkmal.